# کوه آوالانش
کوه آوالانش (به انگلیسی: Avalanche Mountain) یک کوه در کانادا است که در Kootenay Land District واقع شده‌است. کوه آوالانش ۲٬۸۶۱ متر بالاتر از سطح دریا واقع شده‌است.